# Saint-Aubin-de-Lanquais
Saint-Aubin-de-Lanquais ist eine französische Gemeinde mit 357 Einwohnern (Stand 1. Januar 2022) im Département Dordogne in der Region Nouvelle-Aquitaine (vor 2016: Aquitanien). Sie gehört zum Arrondissement Bergerac und zum Kanton Sud-Bergeracois.
Der Name in der okzitanischen Sprache lautet Sench Albin de Lancais und leitet sich vom heiligen Albin von Angers ab. Der Zusatz „Lanquais“ erklärt sich durch die Zugehörigkeit zu der Vicomté von Lanquais während mehrerer Jahrhunderte.
Die Einwohner werden Saint-Aubinois und Saint-Aubinoises oder Saint-Aubinois-de-Lanquais und Saint-Aubinoises-de-Lanquais genannt.

## Geographie
Saint-Aubin-de-Lanquais liegt ca. 11 km südöstlich im Einzugsbereich (Aire urbaine) von Bergerac im Gebiet Bergeracois der historischen Provinz Périgord am südlichen Rand des Départements.
Die Gemeinde wird vom Couillou und der Conne, zwei Nebenflüssen der Dordogne, bewässert.
Umgeben wird Saint-Aubin-de-Lanquais von den Nachbargemeinden:
|                  | Saint-Germain-et-Mons                       | Verdon           |
| Saint-Nexans     | Kompassrose, die auf Nachbargemeinden zeigt | Faux-en-Périgord |
| Conne-de-Labarde | Saint-Cernin-de-Labarde                     | Monmadalès       |

## Einwohnerentwicklung
Nach Beginn der Aufzeichnungen stieg die Einwohnerzahl in der Mitte des 19. Jahrhunderts auf einen Höchststand von rund 610. In der Folgezeit setzte eine Phase der Stagnation ein, die die Zahl der Einwohner bei kurzen Erholungsphasen bis zu den 1980er Jahren auf 220 Einwohner sinken ließ, bevor eine Wachstumsphase einsetzte, die bis heute anhält.
| Jahr      | 1962 | 1968 | 1975 | 1982 | 1990 | 1999 | 2006 | 2011 | 2022 |
| --------- | ---- | ---- | ---- | ---- | ---- | ---- | ---- | ---- | ---- |
| Einwohner | 294  | 270  | 247  | 220  | 232  | 256  | 264  | 304  | 357  |

## Sehenswürdigkeiten
- Pfarrkirche Saint-Aubin aus dem 16. Jahrhundert
- Schloss Saint-Aubin aus dem 19. Jahrhundert

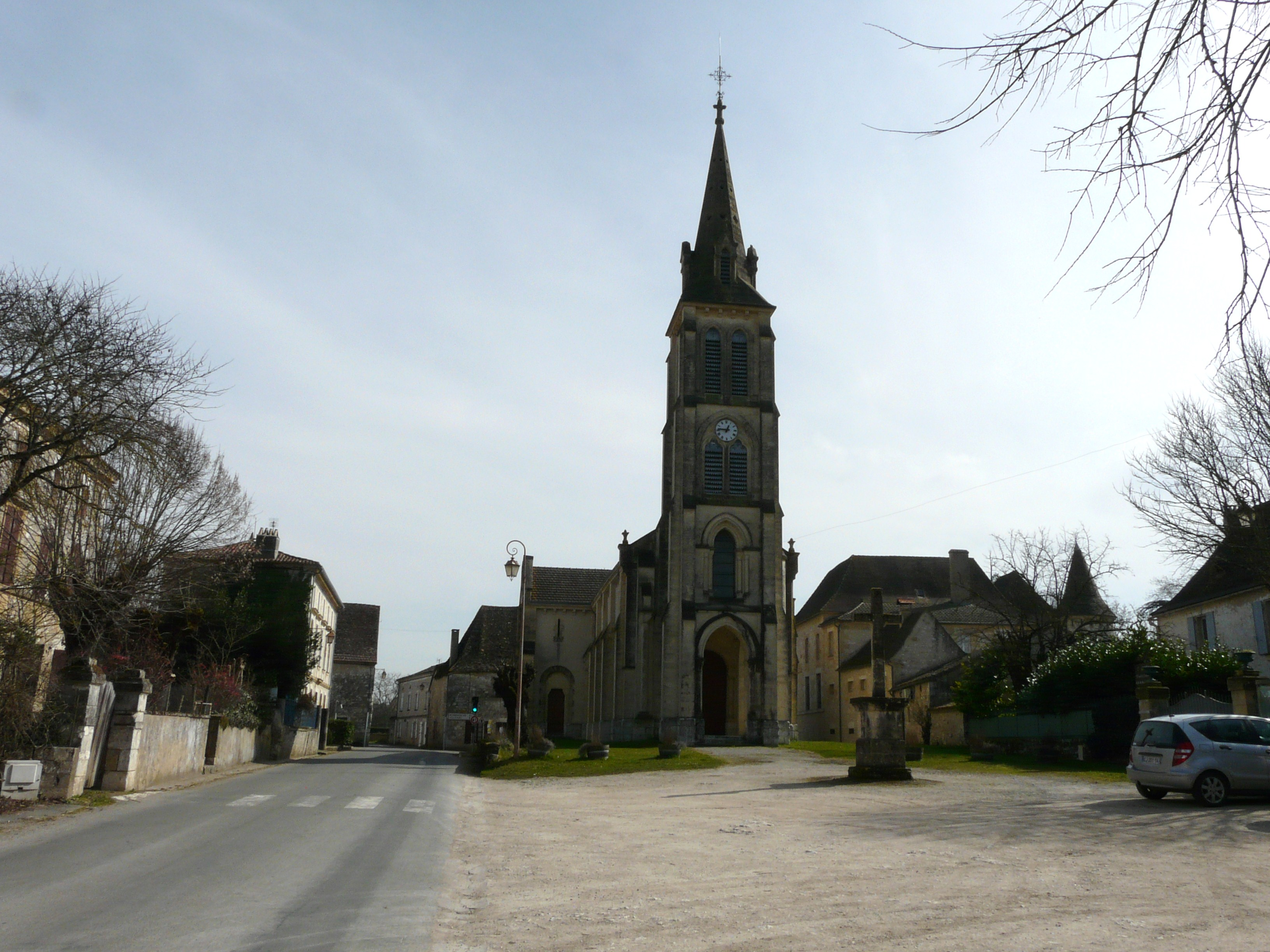
Pfarrkirche Saint-Aubin
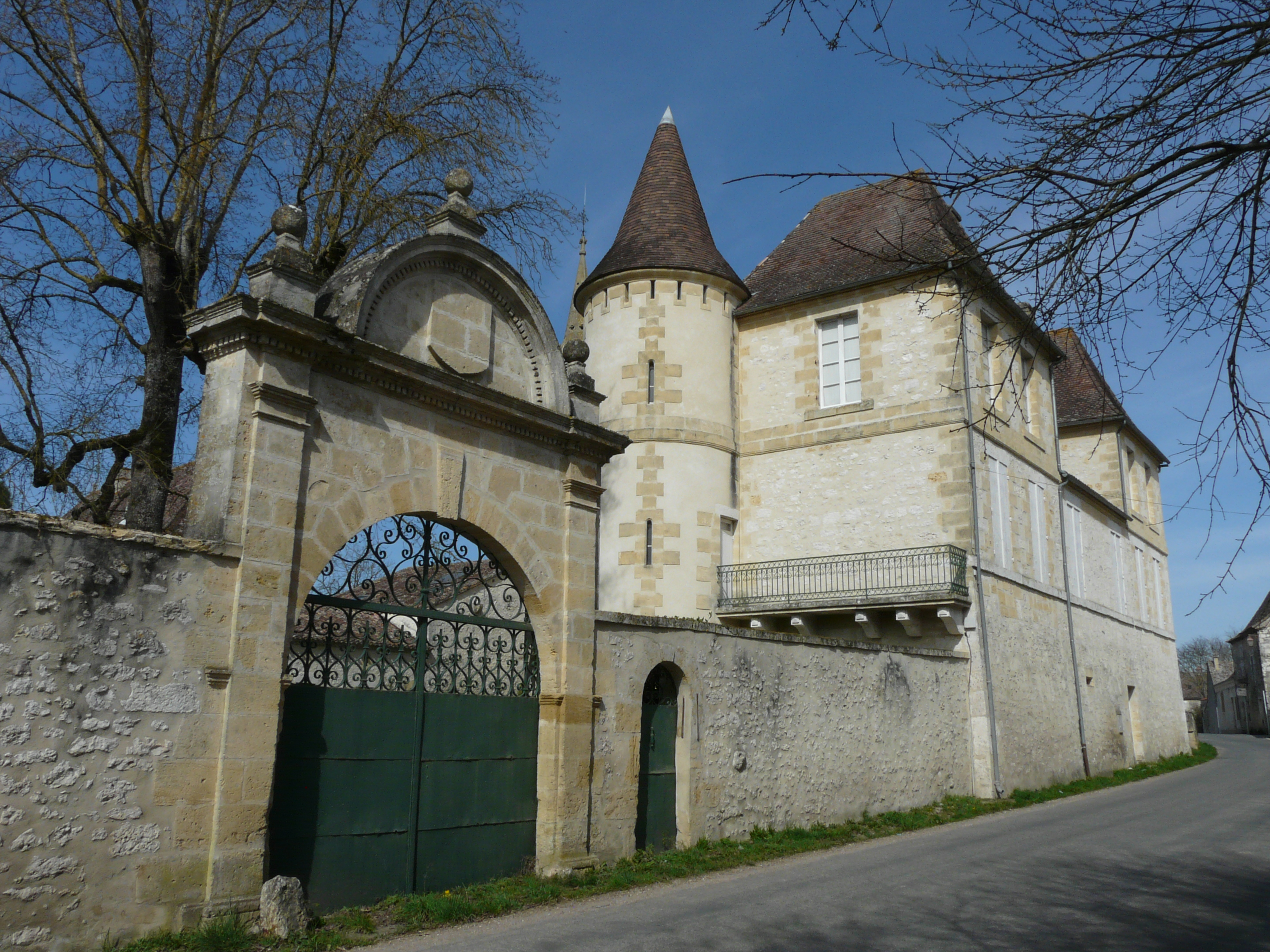
Schloss Saint-Aubin

## Wirtschaft und Infrastruktur
Die Landwirtschaft basiert auf den Anbau von Getreide, Viehzucht und dem Weinbau.
Saint-Aubin-de-Lanquais liegt in den Zonen AOC des Bergerac mit den Appellationen Bergerac (blanc, rosé, rouge) und Côtes de Bergerac (blanc, rouge) sowie des Nussöls des Périgord.

### Verkehr
Saint-Aubin-de-Lanquais ist erreichbar über die Routes départementales 19 und 21.